# 北马其顿国家男子篮球队
北馬其頓國家男子籃球隊（羅馬化：Košarkarska reprezentacija na Severna Makedonija）是北馬其頓的國家男子籃球隊 。北馬其頓國家男子籃球隊由馬其頓籃球協會管理，其前身是南斯拉夫國家男子籃球隊。